# Januário Lourenço
Januário Lourenço (Lisboa, 29 de Janeiro de 1974) é um mandatário judicial português que promoveu a primeira penhora de domínios da Internet